# إلكيا الهراسي
أبو الحسن عماد الدين علي بن محمد بن علي الطبري المعروف بالكيا الهراسي الشافعي (450 هـ / 1058 - 504 هـ / 1110)، تفقه في نيسابور مدة على إمام الحرمين، كان مليح الوجه جهوري الصوت، فصيحًا مطبوع الحركات، زكي الأخلاق. ولي تدريس النظامية ببغداد إلى أن مات. كان مجتهدًا ومجدًا وقال متحدثا عن نفسه: «كانت في مدرسة سرهنك بنيسابور قناة لها سبعون درجة وكنت إذا حفظت الدرس أنزل القناة وأعيد الدرس في كل درجة مرة في الصعود والنزول قال وكذا كنت أفعل في كل درس حفظته». تخرج به الأئمة وكان أحد الفصحاء، ومن ذوي الثروة والحشمة، له تصانيف عديدة، وهو القائل: «إذا جالت فرسان الأحاديث في ميادين الكفاح، طارت رؤوس المقاييس في مهاب الريح». ومعنى «إلكيا» هو «الكبير القَدْر» في اللغة الفارسية، قال الإسنوي «إلْكِيَا بهمزة مكسورة، ولام ساكنة، ثم كاف مكسورة أيضاً، بعدها ياء بنقطتين من تحت، معناه: الكبير بلغة الفُرْس، والهرَّاسي براء مشددة وسين مهملة لا أعلم نسبته».

## ولادته ونشأته
ولد الكيا الهراسي في 5 ذو القعدة 450 هـ في طبرستان، وسكن بغداد فدرس بالمدرسة النظامية، رحل من طبرستان لطلب العلم وعمره ثمانية عشر سنة إلى نيسابور قاصدًا إمام الحرمين، فلازمه حتى برع في الفقه وأصوله، ثم دخل بيهق ودرس بها مدة، وحدث عن زيد بن صالح الآملي وجماعة، تلمذ الهراسي على يد ثلة من شيوخ عصره وهم: إمام الحرمين الجويني، وأبوالفضل زيد بن صالح الآملي الطبري، وأبوعلي الحسن بن محمد الصفار.

## سيرته
بعد دراسته في بيهق دخل بغداد، واتصل بخدمة الملك بركياروق بن ملك شاه السجلوقي، وحظي عنده بالمال والجاه، وارتفع شأنه، وتولى القضاء. وله معرفة واسعة بعلم الحديث حتى بلغ مرتبة المحدث، وكثيرًا ما يستعمل الأحاديث في مناظرته ومجالسه، ثم تولى رئاسة النظامية عامًا واحدًا سنة 493 هـ. كان الهراسي ذكيًا حادقًا من معيدي دروس إمام الحرمين، وثاني أبي حامد الغزالي، وكان بارعًا في الفقه والأصول والخلاف، إمامًا نظارًا قويًا في البحث، رقيق الفكر جهوري الصوت، حسن الوجه جدا أحد الفصحاء.
أصبح الهراسي من خطباء السلطان محمد بعد الصلح الذي سعى إليه في الجانب الغربي، ولابن أخيه بالجانب الشرقي، ثم قتل الأمير إياز وحملت إليه الخلع والدولة والدست، وحضر الوزير سعد الدولة عند الكيا الهراسي، في درس النظامية، ليرغب الناس في العلم، وفي ثامن رجب أزيل الغيار عن أهل الذمة الذين كانوا ألزموه في سنة أربع وثمانين وأربعمائة، ولا يعرف ما سبب ذلك. وكان الهراسي وجيها مسموع الكلمة عند السلطان بركيارق، وقد حكى أنه حين بعثه السلطان في رسالته إليه عما شاهده عنده من أمور السلطنة في ملبسه ومجلسه، وما رأى عنده من الأموال والسعادة الدنيوية، قال: رأيت شيئا عجيبا، وقد وعظه بحديث لمناديل سعد بن معاذ في الجنة خير من هذا.

## فتنته
وقال السلفي: «سمعت الفقهاء يقولون كان الجويني يقول في تلامذته إذا ناظروا التحقيق للخوافي والجريان للغزالي والبيان للكيا"، ومن ذوي الثروة والحشمة. وقد اتهم بالباطنية، قال ابن الأثير: "اتهم إلكيا مدرس النظامية بأنه باطني فقبض عليه السلطان محمد فشهدوا ببراءته». يبين السبكي سبب هذه الفتنة حيث قال: «ومن غريب ما اتفق له أنه أشيع أن إلكيا باطني يرى رأى الإسماعيلية، فنمت له فتنة هائلة وهو برىء من ذلك، ولكن وقع الإشتباه على الناقل، فإن صاحب الألموت ابن الصباح الباطني الإسماعيلي، كان يلقب بالكيا أيضا، ثم ظهر الأمر وفرجت كربة شمس الإسلام رحمه الله، وعلم أنه أتي من توافق اللقبين».

## تلاميذه
تتلمذ على الإمام الكيا الهراسي أئمة كبار منهم:
- أحمد بن علي بن محمد الوكيل، أبوالفتح البغدادي المعروف بابن برهان، كان حنبلي المذهب، ثم انتقل إلى مذهب الشافعي، توفي 520 هـ.
- سعيد بن محمد بن أحمد، أبومنصور الرزاز، أحد أئمة الشافعية في بغداد توفي سنة 539 هـ.
- عبد الله بن محمد بن غالب، أبومحمد الجيلي، توفي سنة 560 هـ.
- سعد الخير بن محمد الأنصاري.
- محمد المهدي ابن تومرت الصنهاجي.
- أحمد بن محمد بن إبراهيم سلفة، أبو طاهر السلفي.
- عبد الله بن أحمد بن محمد بن عبد القادر بن هشام الخطيب، أبو الفضل بن أبي نصر الطوسي ثم البغدادي.
- الخضر بن نصر بن عقيل، أبو العباس الإربلي، الفقيه الشافعي، المتوفى سنة 567 هـ.
- عمر بن محمد بن أحمد بن عكرمة، أبو القاسم ابن البزري، الشافعي العلامة فقيه أهل الجزيرة، المتوفى سنة 560 هـ.
- عبد الواحد بن الحسن بن محمد بن إسحاق بن إبراهيم.
- أبو العباس نصر بن خضر بن نصر الإربلي الشيخ الفقيه الشافعي.
- أبو علي محمد بن عبد الله بن محمد البسطامي الشافعي المعروف بإمام بغداد.
- يوسف بن عبد العزيز أبو الحجاج المنورقي.

## مكانته العلمية

### آراؤه الفقهية
خلف إلكيا مجموعة من الآراء الفقهية، سواء التي وردت في تفسيره للقرآن الكريم المسمى أحكام القرآن وهو تفسير فقهي بالدرجة الأولى، أو في غيره من المصنفات، لكون الرجل من أئمة الفقهاء الشافعية وأعيانهم، ويقول في أحكام القرآن: «فإني لما تأملت مذاهب القدماء المعتبرين، والعلماء المتقدمين والمتأخرين، واختبرت مذاهبهم وآراءهم، ولحظت مطالبهم وأبحاثهم، رأيت مذهب الشافعي أسدها، وأقومها، وأرشدها، وأحكمها، حتى كان نظره في كبر آرائه، ومعظم أبحاثه يترقى عن حد الظن والتخمين، إلى درجة الحق واليقين».
ومن آرائه الفقهية في مسألة تقليد المذاهب يختار الإلزام: قال في ذلك الشوكاني: اختلف المجوزون للتقليد هل يجب على العامي التزام مذهب معين، فقال جماعة: يلزمه، واختاره إلكيا الهراسي. وقال آخرون: لا يلزمه ورجحه ابن برهان والنووي وهو مذهب الحنابلة. وقال إلكيا: «وإن لم يكن بد من تقليد الصحابة فالواجب أن لا يفصل بين أن يختلفوا أو لأ، لأن فقد معرفة الخلاف لا ينتهض إجماعا».

### آراؤه العقدية
الواضح في كتب التراجم أن إلكيا الهراسي كان أشعريًا منافحًا ومدافعًا، حيث أنه يورد أقوالهم وينقل آراءهم العقدية، فقد قدم الهراسي بغداد ودرس بالنظامية ووعظ وذكر مذهب الأشعري، فرجم وثارت الفتن، واتهم بمذهب الباطنية، وأراد السلطان قتله، فمنعه الخليفة أبو العباس أحمد المستظهر بالله وشهد له بالبراءة. وقد كانت له قاعدة أساسية في تناول مسائل الاعتقاد، بالنسبة للأحاديث الواردة عن الصفات ينقل الزركشي عن الغزالي وإلكيا الهراسي قولهما: «وأما أحاديث الصفات، فكل ما صح تطرق التأويل إليه ولو على بعد قبل، وما لا يؤول وأوهم فهو مردود». أما حديثه عن الكلام لما استدل على حدوث العالم بدليل الأعراض الذي اشتهر عند المعتزلة، والكرامية، قال: «فأما الركن الرابع وفيه المعركة والتشاجر عنده يحصل وهو إثبات استحالة حوادث لا أول لها وقد أطبق المليون وأتباع الأنبياء كلهم على استحالة حوادث لا أول لها وقال ملحدة الفلاسفة بإثبات حوادث لا أول لها».
في مسألة حلول الحوادث ذكر بعد إيراده كلام الكرامية قال: «واعلم أن المشبهة أيضا يقولون إن الحوادث تقوم به وإن لم يصرحوا به فهم والكرامية في إثبات الجهة وقيام الحوادث بذات القديم على حد سواء وذلك أنهم يجوزون على الله الجيئة والذهاب والنزول والصعود والانتقال فيقولون: هذه الأشياء لم تكن فكانت وهذا هو الحادث ثم أثبتوا له التحيز وذلك لا يقوم إلا بمتحيز. وقال أيضا:وقد أثبتوا حوادث لا أول لها». وعن بطلان آراء الملاحدة قال: «ولا تصول الملحدة إلا بهذا وقد دللنا على بطلانه وأنه لا يتم القول بحدوث العالم إلا بإبطاله». وكان إلكيا من الذين قالوا بأن الكفر يكون بالقول أو الفعل، فلم يقيدوه بالاعتقاد.

### فتاويه
للهراس كثير من الفتاوى مذكورة في أمهات المراجع، نقلها عنه جملة من تلاميذه، منها ما نقله عنه الحافظ أبو طاهر السلفي إذ قال:
«استفتيت شيخنا الكيا الهراسي: ما يقوله الإمام وفقه الله تعالى في رجل أوصى بثلث ماله للعلماء والفقهاء، أيدخل كتبة الحديث في هذه الوصية أم لا،  فكتب الشيخ تحت السؤال: نعم، كيف لا وقد قال النبى صلّى الله عليه وسلم من حفظ على أمتى أربعين حديثا من أمر دينها بعثه الله يوم القيامة فقيها عالما».

## مؤلفاته
للهراسي عدة مؤلفات منها:
- أحكام القرآن: وهو كتاب في التفسير الفقهي للقرآن.[3]
- التعليق في أصول الفقه.
- تلويح مدارك الأحكام.
- مطالع الأحكام.
- شفاء المسترشدين في مباحث المجتهدين.
- لوامع الدلائل في زوايا المسائل.
- نقض مفردات الإمام أحمد: وهو كتاب في الرد على ما انفرد به الإمام أحمد بن حنبل من المسائل الاجتهادية عن الأئمة الثلاثة، قال الذهبي: «لم ينصف فيه».

## وفاته
توفي الهراسي في بغداد، يوم الخميس مستهل شهر الله المحرم سنة 504 هـ، وله ثلاث وخمسون سنة وشهران، وكانوا يلقبونه شمس الإسلام.